# St. Gallen (kanton)
St. Gallen, Sankt Gallen (gsw. Sanggale; fr. Saint-Gall; wł. San Gallo; rm. Sogn Gagl, Son Gagl) – kanton w północno-wschodniej Szwajcarii. Jego stolicą jest miasto St. Gallen. Językiem urzędowym kantonu jest język niemiecki.

## Geografia
Na północnym wschodzie kanton przylega do Jeziora Bodeńskiego. Wschodnią granicę stanowi Ren, za którym są już Austria i Liechtenstein. Na południu graniczy z kantonami Gryzonia, Glarus i Schwyz. Na zachodzie z kantonami Zurych i Turgowia.
Kantony Appenzell Innerrhoden i Appenzell Ausserrhoden są jego enklawami.
Głównymi rzekami kantonu są Ren, Thur, Linth, Sitter i Seez. Ukształtowanie terenu jest zróżnicowane: od nizinnych nad Renem i Jeziorem Bodeńskim do górskich krajobrazów na południu. Ok. 1/4 jego powierzchni zajmują lasy, a ok. 1/2 – Alpy. Najwyższym szczytem znajdującym się na terenie kantonu jest Ringelspitz, liczący 3 248 m n.p.m.

## Historia
Historia kantonu związana jest ściśle z dziejami opactwa Sankt Gallen. W 1803 kanton dołączył do Związku Szwajcarskiego. W 1890 została uchwalona konstytucja.

## Demografia
Językami z najwyższym odsetkiem użytkowników są:
- język niemiecki – 88%,
- język serbsko-chorwacki – 2,5%,
- język włoski – 2,3%[2].

## Podział administracyjny
Kanton składa się z ośmiu okręgów (Wahlkreis), które dzielą się na 75 gmin (Gemeinde):
| Nazwa okręgu  | Liczba mieszkańców 31 grudnia 2021 | Powierzchnia km² | Liczba gmin |
| ------------- | ---------------------------------- | ---------------- | ----------- |
| Rheintal      | 75 399                             | 138,93           | 13          |
| Rorschach     | 44 146                             | 50,44            | 9           |
| St. Gallen    | 123 274                            | 157,67           | 9           |
| Sarganserland | 42 126                             | 517,79           | 8           |
| See-Gaster    | 69 386                             | 245,91           | 10          |
| Toggenburg    | 47 411                             | 488,60           | 10          |
| Werdenberg    | 40 568                             | 206,51           | 6           |
| Wil           | 76 935                             | 145,24           | 10          |